# Fecenia
Fecenia är ett släkte av spindlar. Fecenia ingår i familjen Psechridae.
Kladogram enligt Catalogue of Life:
| Fecenia | \| \| Fecenia cylindrata \| \| \| \| \| \| Fecenia macilenta \| \| \| \| \| \| Fecenia nicobarensis \| \| \| \| \| \| Fecenia ochracea \| \| \| \| \| \| Fecenia travancoria \| \| \| \| |
|         | \| \| Fecenia cylindrata \| \| \| \| \| \| Fecenia macilenta \| \| \| \| \| \| Fecenia nicobarensis \| \| \| \| \| \| Fecenia ochracea \| \| \| \| \| \| Fecenia travancoria \| \| \| \| |
|         | Psechrus |
|         | |
|         | Fecenia cylindrata |
|         | |
|         | Fecenia macilenta |
|         | |
|         | Fecenia nicobarensis |
|         | |
|         | Fecenia ochracea |
|         | |
|         | Fecenia travancoria |
|         | |

|  | Fecenia cylindrata   |
|  |                      |
|  | Fecenia macilenta    |
|  |                      |
|  | Fecenia nicobarensis |
|  |                      |
|  | Fecenia ochracea     |
|  |                      |
|  | Fecenia travancoria  |
|  |                      |